# سالوادور دالی
سالوادور فلیپه ژاسینتو دالی دومنک (اسپانیایی: Salvador Felipe Jacinto Dalí Domènech‎؛ ۱۱ مه ۱۹۰۴ – ۲۳ ژانویه ۱۹۸۹)، نقاش فراواقع‌گرای اسپانیایی بود. دالی طراحی ماهر بود که بیشتر به خاطر خلق تصاویری گیرا و خیالی در آثار فراواقع‌گرایش به شهرت رسید. در نقاشی اغلب به تأثیر نقاشان رنسانس نسبت داده می‌شود. معروف‌ترین اثر سالوادور دالی به‌نام تداوم حافظه در سال ۱۹۳۱ خلق شد. وی همچنین در عکاسی، مجسمه‌سازی و فیلم‌سازی نیز فعالیت داشت. وی با والت دیزنی تهیه‌کننده و کارگردان شهیر آمریکایی در ساخت کارتون کوتاه و برنده جایزه اسکار ''«دستینو»'' که در سال ۲۰۰۳ و پس از مرگ وی منتشر شد، همکاری داشت. دالی همچنین با آلفرد هیچکاک در ساخت فیلم طلسم شده (۱۹۴۵) همکاری کرد.
دالی همواره بر «ریشه عرب» خود تاکید داشت و ادعا می‌کرد که اجدادش به نسل «مور»ها که جنوب اسپانیا را برای تقریبا ۸۰۰ سال در اختیار داشتند، بازمی‌گردد. همچنین خانواده مادری دالی ریشه‌ای یهودی در بارسلونا داشتند.
دالی که شدیدا فردی خیال‌پرداز بود، علاقه وافری به انجام کارهایی عجیب برای جلب توجه دیگران داشت. این قبیل کارها اغلب برای کسانی که به هنر وی علاقه داشتند خسته‌کننده بود و به همان اندازه برای منتقدان وی، آزاردهنده به‌شمار می‌رفت. این نوع رفتار غیرعادی دالی گاهگاهی توجه افکار عمومی را بیشتر از آثار هنری وی جلب می‌کرد و در نتیجه، این رسوایی و بدنامی تعمدی منجر به شناخت گسترده عامه مردم و تقاضا برای خرید آثار وی توسط طیف گسترده‌ای از مردم شد.

## سال‌های ابتدایی زندگی
سالوادور فلیپه ژاسینتو دالی دومنک در ۱۱ مه ۱۹۰۴ در شهر فیگرس (به اسپانیایی: Figueras) در منطقه کاتالونیای اسپانیا نزدیک به مرز فرانسه به دنیا آمد. برادر بزرگتر دالی به‌نام سالوادور (زادهٔ ۱۲ اکتبر ۱۹۰۱)، ۹ ماه قبل از تولد وی به دلیل بیماری التهاب روده و معده در ۱ اوت ۱۹۰۳ از دنیا رفت. پدرش، «سالوادور دالی ای کاسی» وکیل و دفترداری از طبقه متوسط بود که قوانین و انضباط سخت‌گیرانه او در خانه توسط همسرش ملایم شده بود و در حقیقت، «فلیپا دومنک فریس» مادر دالی تنها کسی بود که تلاش‌ها و زحمات هنری پسرش را تشویق می‌کرد. والدین دالی هنگامی که پسرشان پنج سال بیشتر نداشت وی را سر قبر برادرش بردند و به او گفتند که روح برادرش در جسم او حلول کرده‌است که وی آن را باور کرد. دالی در مورد برادرش گفته‌بود: «(ما) شبیه به یکدیگریم مانند دو قطره آب، اما بازتابی متفاوت داریم. او احتمالاً اولین نسخه من بود اما بیش از حد در کمال تصور شد.»
او همچنین خواهری به‌نام آنا ماریا داشت که ۳ سال از دالی کوچکتر بود. در سال ۱۹۴۹، او کتابی در مورد زندگی برادرش با نام «دالی از نگاه خواهرش» منتشر کرد. از دوستان کودکی سالوادور می‌توان به فوتبالیستهای آینده باشگاه بارسلونا «ساگیباربا» و «جوزف سامیتیر» اشاره کرد. در ایام تعطیلات این سه نفر در پاتوقشان «کاداکس» (شهری بندری در استان خرونا در شرق اسپانیا) با هم فوتبال بازی می‌کردند.
پس از شرکت دالی در مدرسه نقاشی، در سال ۱۹۱۶ و در جریان تعطیلات تابستانی و سفر به کاداکس با خانواده «رامون پیچوت»، وی برای اولین بار با نقاشی مدرن آشنا شد. پیچوت نقاشی محلی بود که مرتباً به پاریس سفر می‌کرد. یک سال بعد، پدر دالی نمایشگاهی از آثار نقاشی با زغال پسرش در منزل خانوادگیشان بر پا کرد. سالوادور جوان اولین نمایش عمومی از آثارش را به سال ۱۹۱۹ در سالن تئاتر شهرداری فیگوئرس برگزار کرد.
در فوریه ۱۹۲۱ و زمانی که دالی ۱۶ سال داشت، مادرش به دلیل سرطان سینه از دنیا رفت. او بعدها در مورد مرگ مادرش گفت: «بزرگ‌ترین ضربه‌ای بود که من در زندگیم تجربه کردم. من او را می‌پرستیدم … نمی‌توانستم غم از دست دادن کسی را فراموش کنم که می‌پنداشتم ایرادات اجتناب‌ناپذیر ضمیرم را محو می‌کند.» پس از مرگ مادر، پدر دالی با خواهر همسر سابقش ازدواج کرد. دالی برخلاف باور عده‌ای، از این ازدواج به دلیل علاقه و احترامی که برای خاله‌اش قائل بود، اظهار رنجش نکرد.

## مادرید و پاریس
در ۱۹۲۲، دالی به اقامتگاهی دانشجویی در مادرید نقل مکان کرد و در آنجا، در «آکادمی سن فرناندو» (مدرسه هنرهای زیبا) شروع به تحصیل کرد. دالی از همان بدو ورودش به عنوان جوانی خوش‌پوش، لاغر و قد بلند که مو و خط ریشی بلند داشت و کت، جورابی ساق بلند و شلواری که تا زانویش ادامه داشت و به سبک «آئستت‌های» سده ۱۹ (میلادی) انگلستان می‌پوشید، توجه همگان را به خود جلب کرده‌بود. اما بیش از همه نقاشی‌هایش به دلیل تجربه وی از کوبیسم، بیشترین توجه را نسبت به دیگران دانش‌آموزان آکادمی به خود جلب می‌کرد. در کارهای ابتدایی کوبیسم‌اش، دالی احتمالاً مفاهیم کلیدی جنبش را به‌طور کامل نمی‌شناخت چون که اطلاعات وی از هنر کوبیسم محدود به تعدادی مجله و کاتالوگ بود که توسط پیچوت به او داده شده‌بود و در آن زمان، هنرمند کوبیسمی در مادرید نبود.
در سال ۱۹۲۴، دالی که هنوز هنرمندی ناشناخته بود صفحه‌آرایی یک کتاب را برعهده‌گرفت. این کتاب، مجموعه شعری کاتالانی به‌نام «افسانه‌های بازماندگان» (به اسپانیایی: Les bruixes de Llers) اثر دوست هم‌شاگردی‌اش «کارلس فگس دی کلمنت» بود.
دالی همچنین به تجربه دادائیسم پرداخت که آثارش را در تمام عمر تحت تأثیر خود قرار داد. در طول اقامت دالی در آکادمی، وی طرح دوستی صمیمی با «خوزه پپین بلو»، «لوئیس بونوئل» و شاعر معروف «فدریکو گارسیا لورکا» ریخت. دوستی وی با لورکا براساس احساسات شدید دوطرفه پایه‌گذاری شده‌بود، اما دالی بیم ناکانه این رابطه عشقی با شاعر جوان را رد کرد.

سبد نان - (۱۹۲۶)

دالی در سال ۱۹۲۶ اندکی پیش از امتحانات نهایی به دلیل اظهار نظر در مورد عدم شایستگی مسئولان در امتحان گرفتن از وی، از آکادمی اخراج شد. تسلط و مهارت وی بر هنر نقاشی در اثر واقع‌گرا و بی‌عیب «سبد نان» که در سال ۱۹۲۶ خلق شده، به خوبی نشان داده شده‌است. در همان سال دالی برای اولین بار به پاریس رفت و در آنجا با پابلو پیکاسو نقاش شهیر اسپانیایی که احترام خاصی برای وی قائل بود، ملاقات کرد. پیکاسو پیش از این ملاقات از خوان میرو نقاش و مجسمه‌ساز اسپانیایی در مورد سالوادور دالی شنیده‌بود. در سال‌های آتی هم‌زمان با پیشرفت سبک منحصربه‌فرد دالی در نقاشی، تعدادی از کارهای وی به شدت تحت تأثیر آثاری از پیکاسو و میرو قرار گرفت.
بعضی از گرایش‌هایی که در سرتاسر عمر دالی ادامه پیدا کرد، در آثار وی در دهه ۱۹۲۰ کاملاً مشهود است. دالی حریصانه سبک‌های گوناگون هنری را می‌بلعید و سپس آثارش را از آکادمیک‌ترین سبک‌های هنر کلاسیک که نمایانگر آشنایی وی با «رافائل»، «برونتسینو» «فرانسیسکو دی زورباران»، «یوهانس ورمر» و «دیه‌گو ولاسکز» بودند تا پیشگامان هنر آوانگارد، گاه در آثاری مجزا و گاه در ترکیبی از آثار بسط می‌داد. نمایشگاه آثار دالی در بارسلونا توجه بسیاری را به خود جلب کرد و ترکیبی از تحسین و تحیر برای منتقدان هنری به همراه داشت.
در همان دوره، دالی سبیلی منحصربه‌فرد با تاسی از نقاش اسپانیایی سده ۱۷ «دیه‌گو ولاسکز» گذاشت.

## ۱۹۲۹ تا جنگ جهانی دوم
در سال ۱۹۲۹، دالی با کارگردان و فیلم‌ساز اسپانیایی لوئیس بونوئل در ساخت فیلم کوتاه «سگ اندلسی» همکاری کرد. او بیشتر در نوشتن فیلمنامه به بونوئل کمک کرد اما بعدها مدعی شد که در فیلم‌برداری پروژه نیز به شدت درگیر بوده‌است، ادعایی که هیچگاه با دلیل و مدرک ثابت نشد. همچنین در همان سال، دالی با همسر آینده‌اش «گالا» ملاقات کرد. «النا ایوانوونا دیاکونووا» یک مهاجر روس بود که تقریباً یازده سال از دالی بزرگتر بود و پیش از این، با شاعر فراواقع‌گرایی فرانسوی «پل الوارد» ازدواج کرده‌بود. در این سال، دالی چندین نمایشگاه مهم برگزار کرد و به‌طور رسمی به گروه سوررئالیست‌ها در محله مون پارناس پاریس پیوست. (اگرچه آثار دالی پیش از این برای تقریباً دو سال شدیداً تحت‌تاثیر سوررئالیسم بود) سوررئالیست‌ها روشی که دالی آن را «شیوه انتقادی-توهمی» در دستیابی به ناخودآگاه برای خلاقیت هنری بیشتر می‌نامید را تشویق کردند.

تداوم حافظه - (۱۹۳۱)

در ۱۹۳۱، دالی یکی از مشهورترین آثارش به‌نام «تداوم حافظه» را خلق کرد. این اثر که ساعت‌های نرم یا ساعت‌هایی در حال ذوب شدن نیز نامیده می‌شود، تصویری فراواقع‌گرا از ساعت‌های جیبی معرفی می‌کند. به عنوان تعبیر کلی برای این اثر، نقاش سعی دارد با استفاده از ساعت‌های نرم فرضیه‌ای که زمان را صلب و قطعی می‌انگارد را کم ارزش جلوه دهد و این مفهوم توسط دیگر تصاویر در این کار تقویت می‌شود، مانند کاربرد دورنمای وسیع و مورچه‌ها و مگسی که ساعت‌ها را می‌بلعند.
دالی و گالا که از سال ۱۹۲۹ با یکدیگر زندگی می‌کردند، سرانجام در سال ۱۹۳۴ رسماً با یکدیگر ازدواج کردند. (آن‌ها در ۱۹۵۸ این ازدواج را این‌بار در مراسمی کاتولیک تکرار کردند) .
در مرکز تصویر، زیر یکی از ساعت ها، چهره ای وجود دارد که در یکی دیگر از آثار دالی به چشم می خورد - خودارضاگر بزرگ.
دالی از طریق دلال آثار هنری «جولیان لوی» در سال ۱۹۳۴ به جامعه هنری آمریکا معرفی شد، و نمایش آثار وی در نیویورک که شامل تابلوی «تدوام حافظه» نیز بود خیلی زود تأثیر خود را گذاشت به نحوی که مسئولان لیست «ثبت اجتماعی» ورود نام وی را به این فهرست در مراسم ویژه «مجلس رقص دالی» جشن گرفتند. او در حالی در این مراسم حاضر شد که بر روی سینه‌اش، قابی شیشه‌ای حاوی یک سینه‌بند پوشیده بود.
در سال ۱۹۳۶، دالی در «نمایشگاه بین‌المللی فراواقع‌گرایی لندن» شرکت کرد. وی برای سخنرانی‌اش که «ارواح پارانویید قابل اعتماد» (به اسپانیایی: Fantomes paranoiaques authentiques) نام داشت، لباس غواصی آب‌های عمیق به تن کرده‌بود. او در حالی پا به این مراسم گذاشت که چوب بیلیارد در دست داشت و یک جفت سگ از نژاد وولف‌هوند روسی همراهیش می‌کردند. دالی در میانه سخنرانی به دلیل پوشیدن کلاه سنگین غواصی بر سر در نفس کشیدن دچار مشکل شد و اگر کلاه غواصی به موقع باز نشده‌بود، احتمالاً خفه می‌شد. او بعدها در مورد این سخنرانی گفته‌بود: فقط خواستم «شیرجه عمیق» رفتنم را در ذهن انسان نشان دهم. 

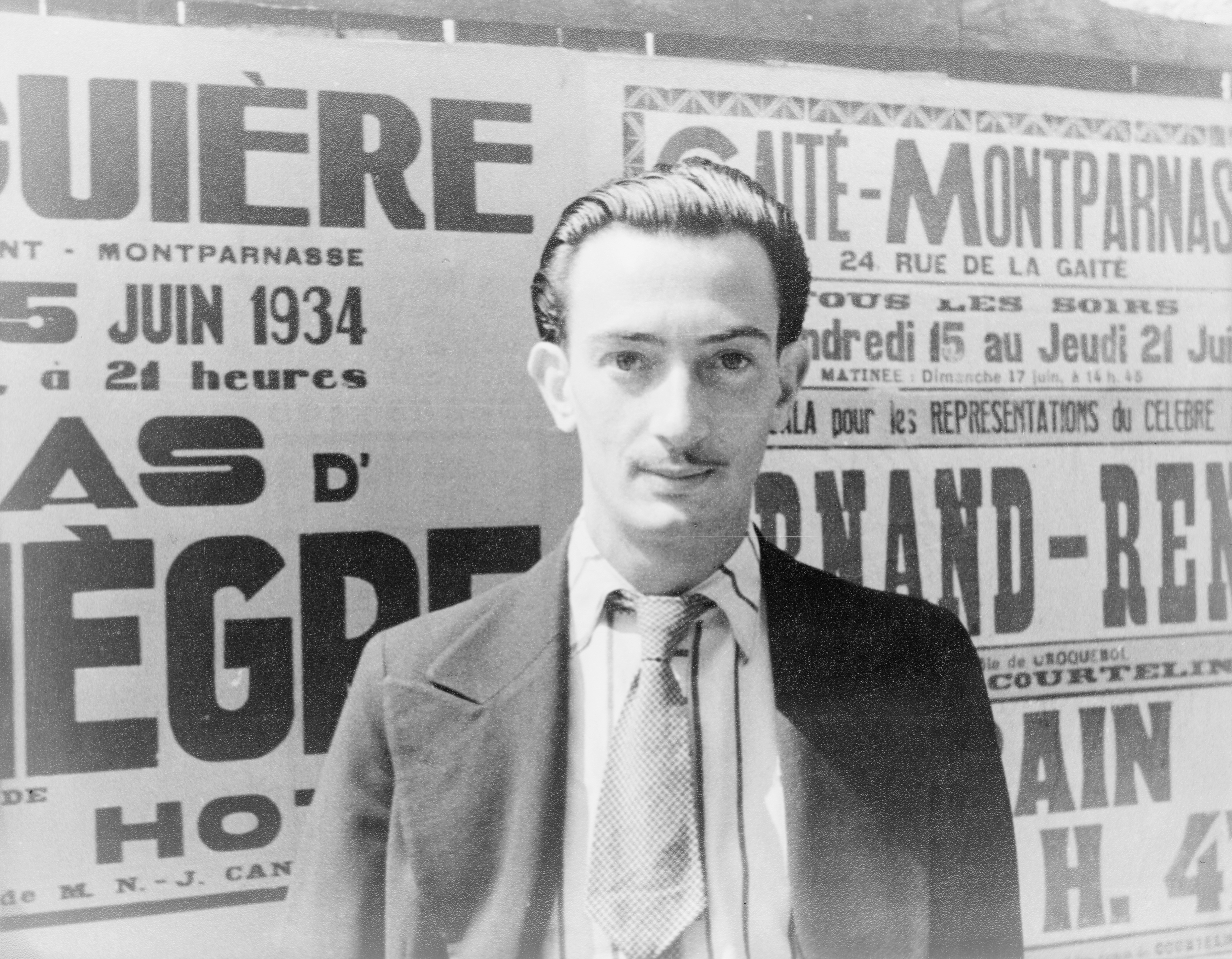
سالوادور دالی در پاریس، ۱۶ ژوئن ۱۹۳۴

بر طبق زندگی‌نامه شخصی لوئیس بونوئل، دالی و گالا در یک مهمانی بالماسکه در شیکاگو، ایلینوی شرکت کردند در حالی که لباس پسربچهٔ لیندبرگ و بچه‌دزد را بر تن کرده‌بودند. «ماجرای بچه‌دزدی لیندبرگ» در سال ۱۹۳۲ و حوادث مرتبط با آن تا اعدام متهم در سال ۱۹۳۶، همواره در صدر خبرهای آن روزها بود و به‌وسیله میلیون‌ها نفر دنبال می‌شد. انتقادات در جراید از این عمل دالی و همسرش به حدی بود که وی مجبور به عذرخواهی شد و هنگامی که به پاریس بازگشت، سوررئالیست‌ها او را به دلیل عذرخواهی از یک عمل سوررئال مورد بازخواست قرار دادند.
آندره برتون شاعر و نویسنده سوررئالیست فرانسوی، دالی را متهم به جانبداری از «پدیده هیتلر» با کاربرد کلماتی نظیر «جدید» و «نامعمول» کرد. اتهامی که نقاش خیلی سریع آن را رد کرد و در پاسخ چنین گفت: «من نه در واقعیت و نه در خیال هیتلری هستم.» با این حال، هنگامی که فرانکو پس از جنگ داخلی اسپانیا به قدرت رسید، دالی به طرفداری از رژیم جدید پرداخت. این طرفداری سرانجام باعث اخراج وی از گروه سوررئالیست‌ها شد. پس از این واقعه، دالی با گفتن «من خود سوررئالیسم هستم» پاسخ داد. آندره برتون آناگرامی به‌نام «اویدا دالارز» (برای سالوادور دالی) ابداع کرد که کم و بیش به معنای «حریص برای دلار» بود و آن را به دالی بعد از اخراجش نسبت داد. از آن به بعد سوررئالیست‌ها در مورد دالی با افعال زمان گذشته طوری‌که وی مرده‌بود، صحبت می‌کردند. در این دوران حامی اصلی دالی، شاعر متمول انگلیسی «ادوارد جیمز» بود. جنبش فراواقع‌گرایی و اعضای مختلف آن (مانند «تد جونز» شاعر، ترومپتنواز و نقاش آمریکایی) سیاست انتقادی و به‌شدت سختگیرانه‌ای را در قبال دالی تا زمان مرگش و حتی پس از آن در پیش گرفتند.

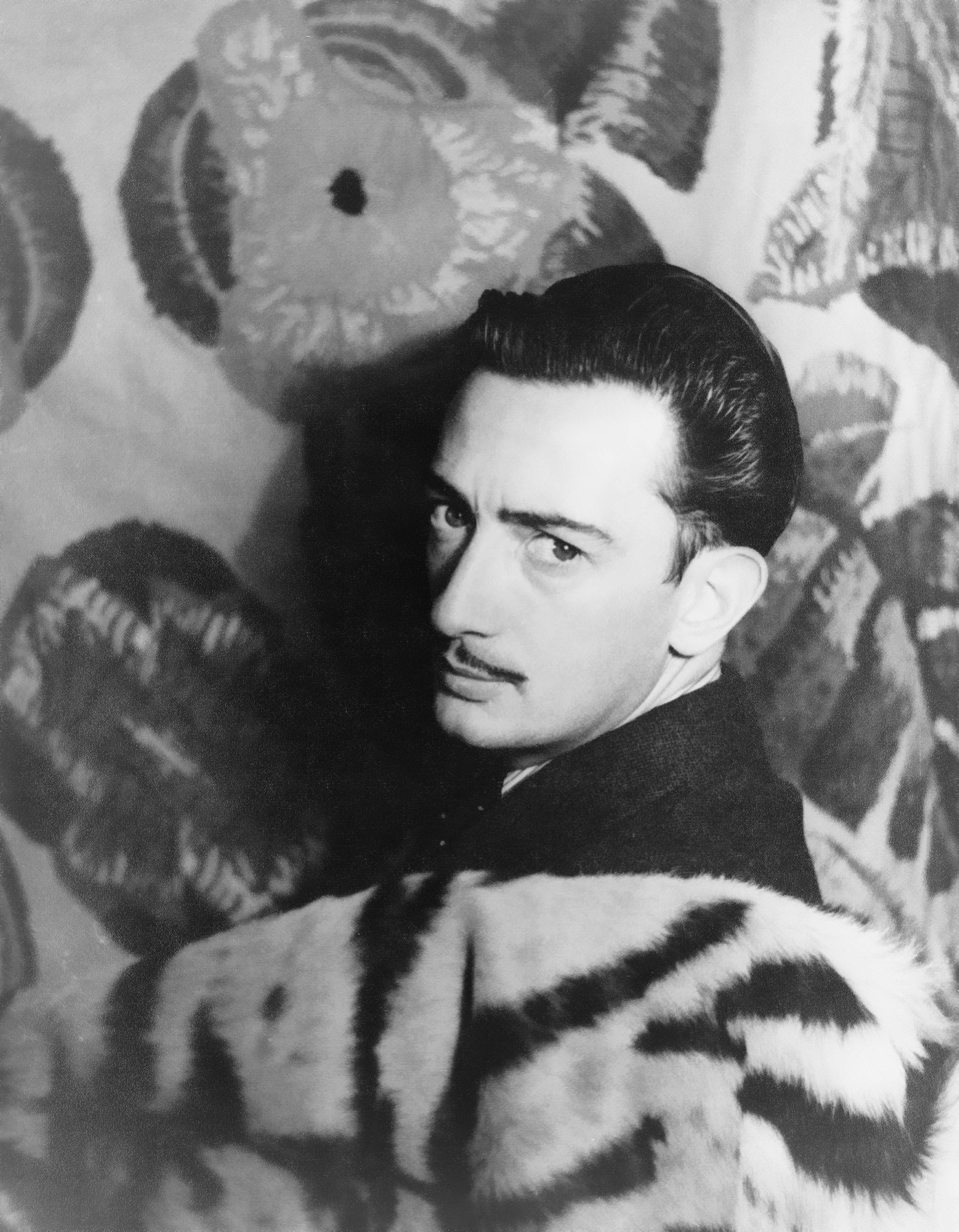
سالوادور دالی عکاسی توسط کارل ون وکتن (۱۹۳۹)

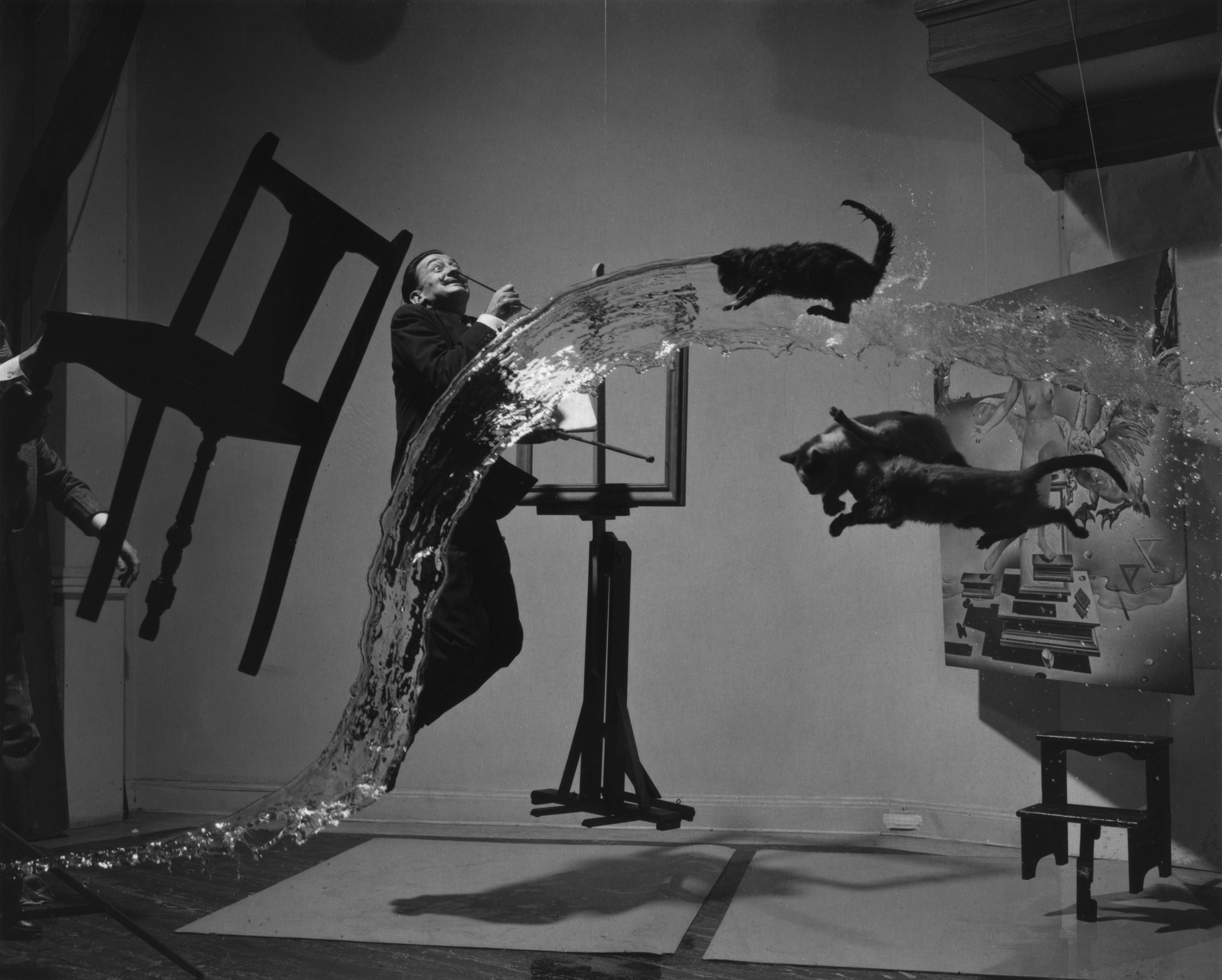
دالی آتومیکوس، نام نگاره‌ای سورئال از فیلیپ هالسمن به‌سال ۱۹۴۸ میلادی است که سالوادور دالی و چندین شی را در حین پرش و پرتاب‌شدن به‌تصویر کشیده‌است. این نگاره که روتوش نشده‌است، نخستین‌بار در مجلهٔ معتبر لایف منتشر شد. هالسمن برای ثبت این عکس بیش از ۶ ساعت وقت صرف کرد و ۲۸ عکس برداشت تا به نگارهٔ مورد نظر خود رسید. این نگاره اکنون در مالکیت کتابخانهٔ ملی کنگرهٔ آمریکا قرار دارد.

ادوارد جیمز با خرید بسیاری از آثار و حمایت مالی برای تقریباً دو سال از دالی جوان به پدیدار شدن نام وی در دنیای هنر کمک کرد. آن‌ها دوستان خوبی شدند و تصویری از جیمز در نقاشی دالی به‌نام «قوها انعکاس فیل‌ها» نیز نشان داده شده‌است. آن‌ها همچنین در خلق تعدادی از بادوام‌ترین نمادهای جنبش فراواقع‌گرایی مانند «تلفن خرچنگی» و «مبل لب‌های مائی وست» همکاری کردند.
در طول این دوران، دالی هیچ‌گاه دست از نوشتن برنمی‌داشت. در ۱۹۴۱، وی برای هنرپیشه سرشناس فرانسوی «ژان گابین» فیلمنامه‌ای با نام «جزر و مد مهتاب» نوشت. وی همچنین کاتالوگ‌هایی برای نمایشگاه‌هایش نوشت که از آن جمله می‌توان به «نگارخانه نودلر» در نیویورک به سال ۱۹۴۳ اشاره کرد، جایی که وی به تفصیل شرح داد:
سوررئالیسم حداقل کمک خواهد کرد در اثبات تجربی مجموع نازایی و تلاش‌ها در اتوماسیون که به بیراهه رفته‌است و منتج به نظام حکومت خودکامه می‌شود … امروزه تنبلی و کمبود تکنیک به سقف تشنج خود در مفهوم روان‌شناسی آن در استفاده متداول از کالج رسیده‌است. 
وی همچنین رمانی در مورد سالن مد برای اتومبیل‌ها نوشت که در سال ۱۹۴۴ منتشر شد. «ادوین کاکس» کاریکاتوری از وی در حالی که اتومبیلی را به عنوان لباس شب پوشیده‌است، کشید که در روزنامه «هرالد میامی» چاپ شد.
در سال ۱۹۴۰ و با گسترش آتش جنگ جهانی دوم در اروپا، دالی و گالا به آمریکا رفته و به مدت ۸ سال در آنجا زندگی کردند. پس از این جابجایی، دالی مجدداً به ممارست در کاتولیسیزم پرداخت. در ۱۹۴۲، وی زندگی‌نامه‌ای به قلم خود با نام «زندگی اسرارآمیز سالوادور دالی» منتشر کرد. در سال ۱۹۴۷، راهبی ایتالیایی به نام «گابریل ماریا براردی» مدعی شد که در خلال اقامت دالی در فرانسه در آن سال، نقش «جن‌گیر» را برای وی ایفا کرده‌است. راهب برای اثبات ادعای خود، مجسمه‌ای از مسیح بر روی صلیب داشت که دالی برای برای تشکر از جن‌گیرش به وی داده‌بود. این مجسمه در سال ۲۰۰۵ پیدا شد و متخصصان اسپانیایی در سوررئالیسم تأکید کردند که شواهد و قرائن کافی در سبک‌شناسی برای اثبات این که این مجسمه توسط دالی ساخته شده‌است، وجود دارد.

## سال‌های پایانی در کاتالونیا
دالی در سال ۱۹۴۹ تصمیم گرفت تا بقیه عمر خود را در کاتالونیای محبوبش زندگی کند. این تصمیم او در انتخاب اسپانیا به عنوان محل زندگی در زمانی که تحت سلطه فرانکو دیکتاتور اسپانیا بود، نکوهش‌های گسترده‌ای در میان منتقدان هنری ایجاد کرد. این انتقادات به حدی بود که موجب کنار گذاشتن بعضی از آثار دالی از نمایشگاه‌های معتبر احتمالاً نه به دلیل ارزیابی ارزش هنری آن‌ها بلکه مسائل سیاسی شد. در ۱۹۵۹، آندره برتون نمایشگاهی با نام «بیعت با سوررئالیسم» به مناسبت تجلیل از چهلمین سالگرد سوررئالیسم تدارک دید که در آن آثاری از سالوادور دالی، خوان میرو، انریکی تابارا و یوگنیو گرانل به نمایش گذاشته شده‌بود. یک سال بعد، برتون به شدت به انتقاد از ورود تابلوی «مریم مقدس سیستین» دالی به نمایشگاه بین‌المللی فراواقع‌گرایی در نیویورک پرداخت.

تصلیب (تنه تسرکت) - (۱۹۵۴)

دالی در سال‌های پایانی زندگی حرفه‌ای‌اش، خود را محدود به نقاشی نکرد و بسیاری از کارها و اعمال رسانه‌ای جدید و غیرمنتظره را تجربه کرد. او آثاری در بولتیسم به‌وجود آورد و در زمره پیشگامان استفاده از تمام‌نگاری به شیوه‌ای هنری بود. او در تعدادی از کارهایش از خطای دید نیز استفاده کرد. در سال‌های پایانی عمر دالی، هنرمندان جوانی نظیر اندی وارهول به تقدیر از تأثیر آثار وی بر پاپ آرت پرداختند. دالی همچنین علاقه زیادی به علوم طبیعی و ریاضیات داشت. این علاقه در تعدادی از کارهای دالی به وضوح قابل مشاهده‌است، به‌ویژه آثاری که در دهه ۱۹۵۰ (میلادی) با کاربرد شاخ کرگدن در آن‌ها کشیده شده‌اند که اشاره به هندسه ایزدی در خلقت (شاخ کرگدن بر طبق مارپیچی لگاریتمی رشد می‌کند) و نجابت (دالی کرگدن را به مریم باکره مرتبط کرده‌بود) داشت. دالی علاوه براین به‌شدت مجذوب دی‌ان‌ای و تسرکت (همتای چهاربعدی یک مکعب) بود. به عنوان نمونه یک تسرکت تانشده در نگاره «مصلوب کردن» ثبت شده‌است.
دوره پس از جنگ جهانی دوم برای دالی همراه با نشان‌هایی از استعداد سرشار هنری و علاقه وی به مباحثی در خطای دید، علم و مذهب بود.
او این دوران را با الهام از واقعه هیروشیما و آموزه‌های کاتولیک، «عرفان هسته‌ای» نامید. در نگاره‌هایی مانند «مریم مقدس پورت لیگات» (نسخه اول) به سال ۱۹۴۹ و «مصلوب کردن» به سال ۱۹۵۴، دالی سعی در ترکیب پیکرنگاری مسیحی با تصاویری از تجزیه مادی با الهام از فیزیک هسته‌ای داشت. «عرفان هسته‌ای» در آثاری مانند «گاره دی پرپینان» به سال ۱۹۶۵ و «گاوباز توهم‌زا» که در خلال سال‌های ۱۹۶۸–۱۹۷۰ خلق شد، کار شده‌است. در سال ۱۹۶۰، دالی شروع به کار بر روی «موزه و تئاتر دالی» در شهر زادگاهش فیگوئرس کرد؛ این بزرگ‌ترین پروژه مستقل دالی بود که تمرکز اصلی وی را تا سال ۱۹۷۴ به خود جلب کرد. او همچنان تا میانه‌های دهه ۱۹۸۰ بر افزونه‌هایی برای این مجموعه کرد.
در ۱۹۶۸، دالی تبلیغی تلویزیونی برای شکلات لانوین ساخت و در ۱۹۶۹ برای یک شرکت آب‌نبات‌سازی اسپانیایی، لوگو طراحی کرد. همچنین، در این سال دالی مسئول تبلیغات مسابقه آواز یوروویژن بود و مجسمه‌ای فلزی عظیمی ساخت که بر روی صحنه کنسرت در مادرید قرار داده‌شد.
در برنامه‌ای تلویزیونی با نام «دالی کثیف: یک نظر شخصی» که در ۳ ژوئن ۲۰۰۷ از شبکه ۴ تلویزیون انگلستان پخش شد، منتقد هنری بریان سول به شرح آشنایی‌اش با دالی در اواخر دهه (۱۹۶۰ میلادی) پرداخت که شامل خوابیدن در حالت جنینی بدون شلوار در بغل مجسمه‌ای از مسیح و در حال خودارضایی برای دالی بود که خود را مشغول عکس‌برداری نشان می‌داد در حالی که با دست شلوار خود را لمس می‌کرد.
در ۱۹۸۰ وضعیت سلامت دالی به وخامت گرائید. همسر سالخورده‌اش گالا به او شربتی خطرناک از داروهایی بدون نسخه می‌خوراند که به سیستم عصبی دالی آسیب رساند که نهایتاً پایانی غیرمنتظره بر توانایی‌های هنریش بود. دالی که تا سن ۷۶ سالگی در سلامتی کامل بود، این اتفاق کاملاً شکسته‌اش کرد و دست راستش مانند بیماری پارکینسون به رعشه دچار شد.

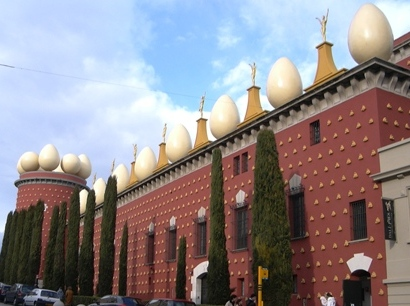
موزه و تئاتر دالی در فیگوئرس

در سال ۱۹۸۲، خوان کارلوس اول پادشاه اسپانیا به دالی لقب مارکز شهر پبول در خرونا را اعطا کرد، پس از آن که پادشاه وی را در بستر بیماری ملاقات کرد و دالی به وی تابلوی «سر اروپا» (که آخرین تابلو در دوران حیاتش بود) را بخشید.
گالا در ۱۰ ژوئن ۱۹۸۲ از دنیا رفت. پس از مرگ وی، دالی انگیزهٔ خود برای ادامه حیات را از دست داد. او از فیگوئرس به پبول و قصری که در آنجا برای گالا خریده‌بود، نقل‌مکان کرد تا در جایی که گالا از دنیا رفته‌بود، سال‌های باقی‌مانده از عمرش را سپری کند. در ۱۹۸۴ قسمتی از قصر و اتاق‌خواب دالی به علتی نامشخص (تلاش برای خودکشی توسط دالی یا غفلت خدمه) آتش گرفت. دالی از این حادثه جان سالم به در برد و به فیگوئرس بازگشت، جایی که گروهی از دوستان، حامیان و هنرمندان تصمیم گرفتند تا وی در موزه و تئاتر خود سال‌های پایانی زندگیش را بگذراند.

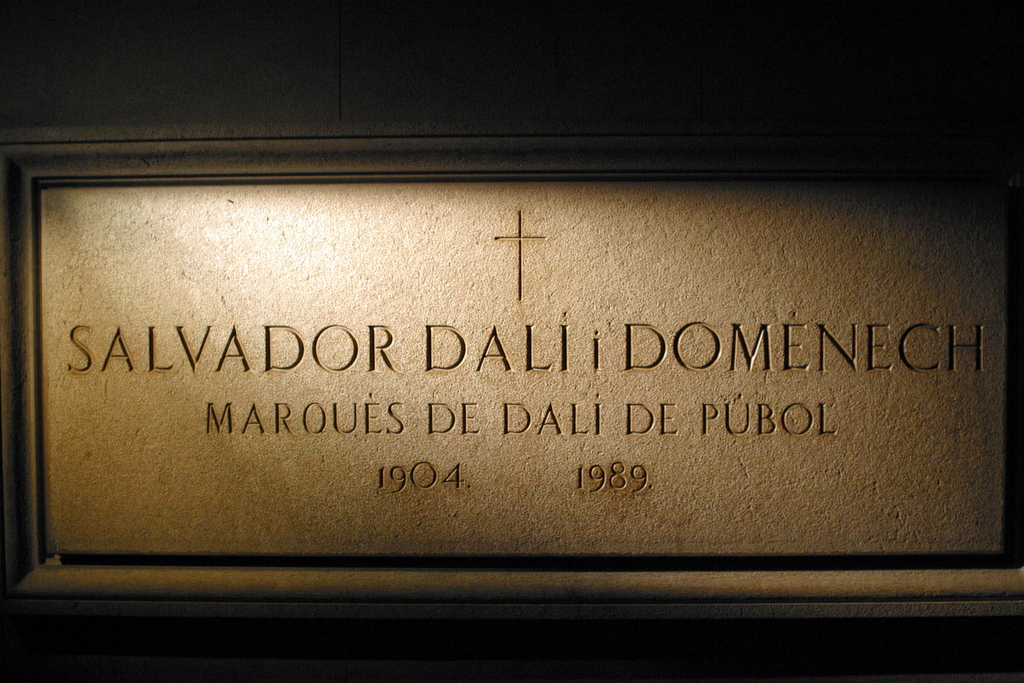
سرداب موزه و تئاتر دالی

دالی در طول حیات هنری‌اش بیش از ۱۵۰۰ تابلو کشید.
ادعاهایی در مورد مجبور کردن دالی توسط پرستارانش به امضا کردن بوم‌های سفید وجود دارد. این بوم‌ها درآینده (حتی پس از مرگ نقاش) مورد استفاده قرار گرفت و به عنوان آثار اصلی به فروش رفت. در نتیجه، دلالان آثار هنری در رابطه با آثار سال‌های پایانی زندگی دالی بسیار محتاط عمل می‌کنند.

## خانواده
سالوادور دالی در سال ۱۹۳۴ ازدواج کرد و ۵۰ سال با همسر روس تبار خود ایوانوونا دیاکونوا (ملقب به گالا) زندگی کرد. این دو هیچ‌گاه صاحب فرزند نشدند. دالی و ایوانوونا به روابط زناشویی آزاد شهرت داشتند و خانه آن‌ها بارها میزبان «سکس پارتی‌های» شبانه بود. سالوادور دالی بارها تأکید کرده بوده که: «من از نظر جنسی ناتوانم. برای این که یک نقاش بزرگ شوید، باید چنین باشید.»
ماریا پیلار آبل مارتینز، متولد ۱۹۵۶ مدعی است مادرش با
سالوادور دالی دقیقاً یک سال پیش از تولد او روابط عاشقانه
داشته‌است. مادر او، آنتونیا، برای خانواده ای کار می‌کرد که
مدتی را در نزدیکی خانه سالوادور دالی گذرانده بودند

## درگذشت
در نوامبر ۱۹۸۸، دالی به علت عارضه قلبی در بیمارستان بستری شد و در تاریخ ۵ دسامبر ۱۹۸۸ «خوان کارلوس اول» پادشاه اسپانیا که خود را همیشه از مریدان سرسخت دالی برمی‌شمرد، از وی عیادت کرد. در ۲۳ ژانویه ۱۹۸۹، هنگامی که قطعهٔ محبوبش از اپرای «تریستن و ایزولده» اجرا می‌شد، سالوادور دالی به علت عارضه قلبی در سن ۸۴ سالگی در فیگوئرس از دنیا رفت. وی در سرداب موزه و تئاتر خود به خاک سپرده‌شد. مراسم تدفین وی در کلیسای سنت پره جایی که وی در آن غسل تعمید داده و در نزدیکی خانه‌ای که در آنجا متولد شده‌بود، برگزار شد. آرامگاه آقای دالی در حیاط موزه‌ای که به افتخار او بنا شده در شهر زادگاهش، فیگرس، قرار دارد. جسد وی توسط نارسیس باردالت مومیایی شده‌است و میراثش در تملک دولت اسپانیا قرار دارد.

## نبش قبر
پس از ادعای ماریا پیلار مارتینز ۶۱ ساله که خود را دختر دالی می‌داند، قبر سالوادور دالی به منظور نمونه‌برداری دی‌ان‌ای در ۲۱ ژوئیه ۲۰۱۷ (۳۰ تیر) باز شد. مؤسسه صاحب امتیاز آثار دالی یک روز پس از نبش قبر اعلام کرد موها و سبیل‌های معروف سالوادور دالی که نوک آن‌ها همیشه به بالا تاب داده شده بود و به سبیل ۱۰ و ۱۰ دقیقه شهرت داشت، پس گذشت ۲۸ سال از مرگ و خاکسپاری او، دست نخورده باقی مانده‌است.
برای انجام نبش قبر، تیم عملیاتی یک سنگ قبر ۱۵۰۰ کیلوگرمی که روی گور دالی را پوشانده بود جابجا کرد. مأموران نبش قبر برای جلوگیری از تصویربرداری، بروی قبر چادر کشیده بودند تا حتی از تصویربرداری پهپادی هم پیشگیری شود.
در نهایت نتیجه اعلام شد که DNA این دو نفر مطابقت نداشته و خانم ماریا پیلار مارتینز مدعی، فرزند سالوادور دالی نیست.

## حواشی
- سبیل‌های سالوادور دالی بسیار معروف بود. نوک آن‌ها همیشه به بالا تاب داده شده بود و به سبیل ۱۰ و ۱۰ دقیقه شهرت داشت.
- سریال خانه کاغذی که اولین فصل اش درسال ۲۰۱۷ کارگردانی شد (ساخته الکس پینا)، شخصیتهای سریال از ماسک‌هایی به شکل چهره دالی استفاده می‌کردند

## فیلم سینمایی
- در سال ۲۰۰۸ میلادی فیلم سینمایی «خاکسترهای ناچیز» (Little Ashes) به کارگردانی: پل موریسون بر مبنای رابطه همجنسگرایانه سالوادور دالی و فدریکو گارسیا لورکا ساخته شد. در این فیلم رابرت پتینسون ایفاگر نقش سالوادور دالی و خاویر بلتران در نقش فدریکو گارسیا لورکا ظاهر شده‌است. متئو مک نالتی نیز نقش لوییس بونوئل را به عهده دارد.